# Ciprian Manolescu
Ciprian Manolescu (* 24. Dezember 1978 in Alexandria) ist ein rumänischer Mathematiker, der sich mit symplektischer Geometrie, niedrigdimensionaler Topologie und der Mathematik von  Eichfeldtheorien befasst.

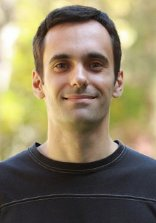
Ciprian Manolescu

Manolescu ging in Pitești zur Schule. 1995, 1996 und 1997 gewann er eine Goldmedaille auf der Internationalen Mathematikolympiade, jeweils mit perfekter Punktzahl. Er studierte an der Harvard University, wo er 2001 seinen Bachelorabschluss machte (summa cum laude) und 2004 bei Peter Kronheimer promoviert wurde (A spectrum valued Topological Quantum Field Theory from the Seiberg–Witten equations). In seiner Dissertation vereinfachte er die Seiberg-Witten-Floer-Homologie von Kronheimer und Mrowka. Als Student erhielt er 2001 den Morgan Prize der American Mathematical Society für seine Arbeit Finite Dimensional Approximations in Seiberg-Witten Theory, erhielt 2001 den Mumford Preis der Harvard University als vielversprechendster Mathematikstudent (Undergraduate) und kam im William Lowell Putnam Wettbewerb 1997, 1998 und 2000 auf einen der fünf vorderen Plätze (2002 bis 2004 war er Putnam Fellow). 2004/2005 war er Veblen Instructor an der Princeton University und am Institute for Advanced Study. 2004 bis 2008 war er Clay Research Fellow. Er war ab 2005 Assistant Professor an der Columbia University und war seit 2008 Associate Professor und seit 2012 Professor an der University of California, Los Angeles. 2019 wurde er Professor an der Stanford University. Er war unter anderem Gastwissenschaftler an der Universität Paris, am MSRI und der Universität Cambridge.
Manolescu leistete wichtige Beiträge  zur Floer-Homologie mit Anwendung auf Knoten und die Topologie von 3- und 4-dimensionalen Mannigfaltigkeiten. 2013 widerlegte er die Triangulierungs-Vermutung für höhere Dimensionen ({\displaystyle n\geq 5}), nachdem Michael Freedman 1982 schon in Dimension {\displaystyle n=4} eine Mannigfaltigkeit konstruierte, von der Andrew Casson dann zeigte, dass sie nicht triangulierbar ist. In bis zu drei Dimensionen trifft die Vermutung dagegen zu. Die Vermutung besagte, dass jede kompakte topologische Mannigfaltigkeit als lokal-endlicher Simplizialkomplex trianguliert werden kann. Sie war eines der bekanntesten, seit Anfang des 20. Jahrhunderts offenen Probleme der Topologie. Die Triangulierungsvermutung für höhere Dimensionen (fünf und mehr) war von Ronald Stern, David Galewski und unabhängig Takao Matumoto in den 1970er Jahren auf ein Problem in niedrigen Dimensionen zurückgeführt worden, das die Frage betraf ob eine Homologie-3-Sphäre mit bestimmten Eigenschaften existiert. Weitere Fortschritte wurden durch die Einführung von zwei verschiedenen Invarianten erzielt, eine von Andrew Casson, die andere von Kim Frøyshov, die das Problem aber noch nicht lösten. Erst eine Modifikation der Invariante von Frøyshov (von Manolescu Beta-Invariante genannt), die Manolescu mit Ergebnissen aus seiner alten Dissertation über Seiberg-Witten-Floer-Homologie fand (Einbau der Pin (2) Symmetrie der Seiberg-Witten-Gleichungen in die Invariante), konnte die Nicht-Existenz der speziellen Homologie-3-Sphäre beweisen, da deren Eigenschaften zur Folge hätten, dass die Beta-Invariante gleichzeitig gerade und ungerade wäre. Für diese Arbeit erhielt er 2019 den Moore Research Article Prize der AMS.
Mit Peter Ozsváth und Sucharit Sankar wandte er Floer-Homologie auf Knoten an und fand einen Algorithmus zur Detektion eines Unknoten. Manolescu befasst sich auch mit Anwendung der Topologie auf verteiltes Rechnen.
2012 erhielt er den EMS-Preis. 2018 ist er eingeladener Sprecher auf dem ICM (Homology cobordism and triangulations).

## Schriften
- Seiberg-Witten-Floer stable homotopy type of three-manifolds with b1=0. Geom. Topol. 7 (2003), 889–932
- mit Peter Ozsváth, Zoltán Szabó, Dylan Thurston: On combinatorial link Floer homology. Geom. Topol. 11 (2007), 2339–2412.
- mit Peter Ozsváth, Sucharit Sankar: A combinatorial description of knot Floer homology. Ann. of Math. (2) 169 (2009), no. 2, 633–660.
- Grid diagrams in Heegard Floer theory, Proc. 6. ECM, Arxiv 2012
- Pin(2)-equivariant Seiberg-Witten Floer homology and the Triangulation Conjecture, J. Amer. Math. Soc. 29 (2016), no. 1, 147–176. Arxiv Preprint von 2013
- mit Kristen Hendricks: Involutive Heegard Floer homology, Duke Math. J., Band 166, 2017, S.  1211–1299, Arxiv
- Floer theory and its topological applications, Takagi Lectures Universität Tokio, Arxiv
- An introduction to knot Floer homology,  in: Physics and mathematics of link homology, Contemp. Math. 680, AMS (2016), 99–135, Arxiv
- Lectures on the triangulation conjecture,  Proceedings of the 22nd Gokova Geometry/Topology Conference, Arxiv
- Homology cobordism and triangulations, Proc. ICM 2018, Arxiv